# Bygglov
För TV-programmet med samma namn se, Bygglov (TV-program)

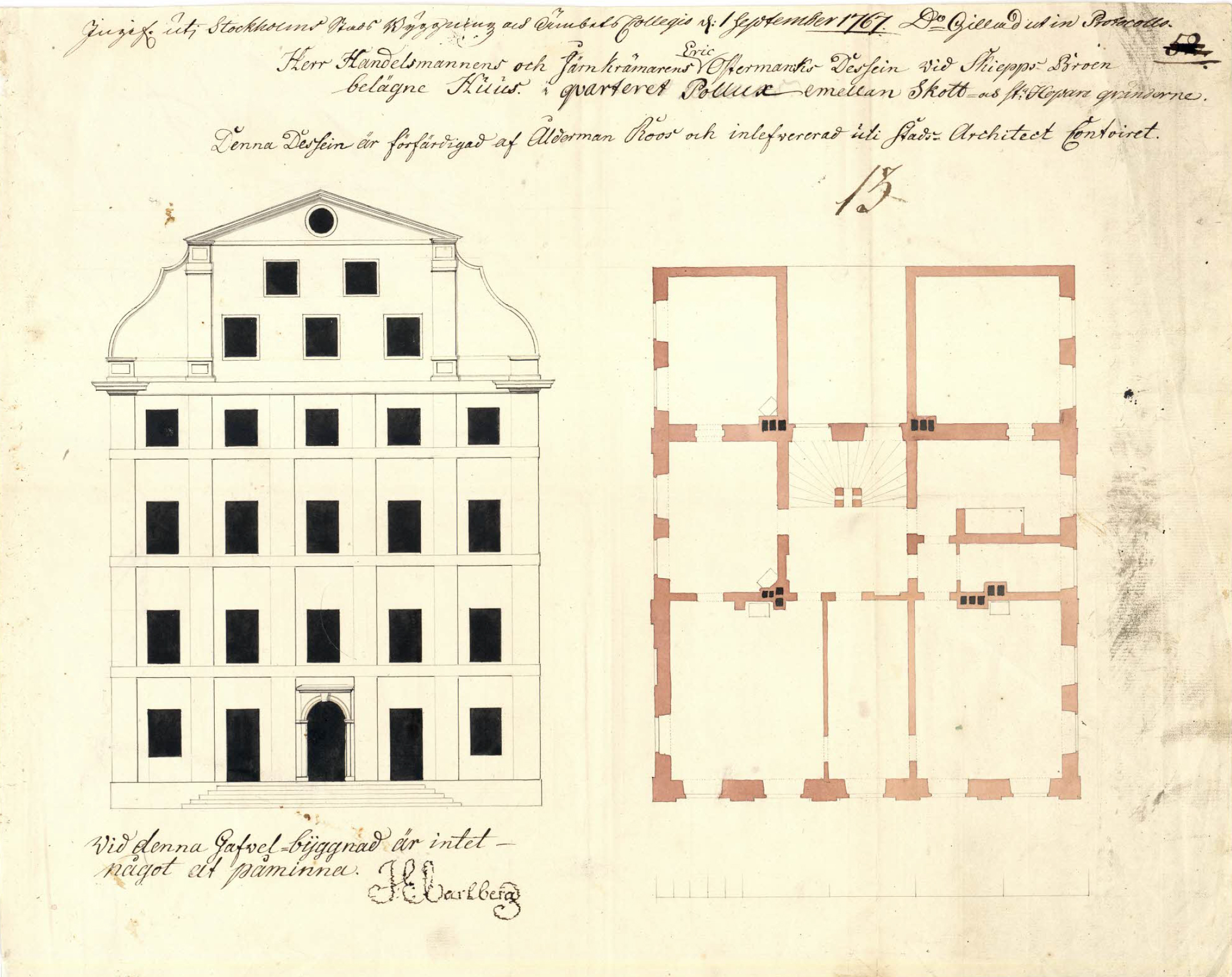
En historisk bygglovsritning från 1767 för Hobelinska huset i Stockholm.

Ett bygglov (äldre benämning byggnadslov) är ett tillstånd att bygga nytt, bygga om, bygga till eller ändra användningen av en byggnad eller en anläggning. Syftet med detta tillstånd är att säkerställa att projektet ska följa lokala regler för markanvändning och byggande.  Många länder har olika administrativa nivåer och beslut som gäller byggande tas vanligen på den lokala nivån (kommunen). Den regionala och nationella nivån har dock ofta möjligheten att ta beslut i vissa situationer.

## Bygglov i Sverige

### Historik

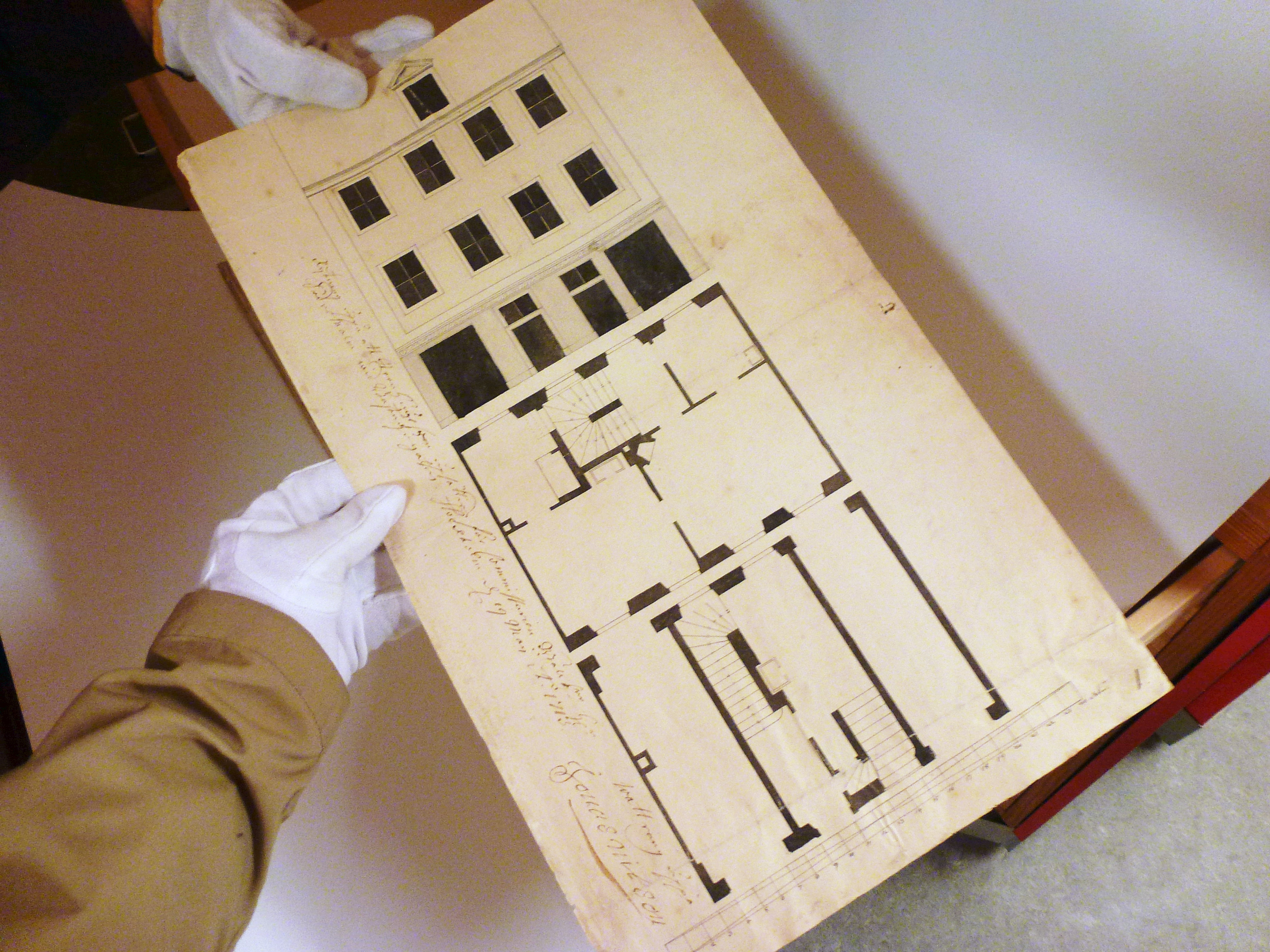
Stockholms stads äldsta bevarade bygglovsritning som ingår i Unescos världsminne och avser ett privathus i kvarteret Guldfjärden vid dagens Guldgränd. Ritningen är daterad 19 maj 1713 och signerades av Jonas Nilson.

År 1736 kom en förordning som ålade varje person som önskade bygga ett nytt eller bygga om ett existerande hus att lämna in en kopia (en avritning) på ritningen till stadens myndigheter. Det innebär att i princip samtliga hus i Stockholm är dokumenterade efter 1736. Johan Eberhard Carlberg, Stockholms stadsarkitekt 1727–1773, anses vara initiativtagare till denna förordning. Sedan 2019 finns detta unika ritningsarkiv i Stockholms stadsarkivets filial på Stadsarkivet Liljeholmskajen vid Sjöviksvägen 126 i Årstadal. Arkivet omfattar cirka 2,5 miljoner ritningar varav allt mellan 1713 och 1874 digitaliserats och är tillgänglig på Stadsarkivets webbplats.

### Bygglov idag
Bygglov utfärdas av kommunerna. Fram till 2012 kunde regering bestämma att för större byggen krävdes också byggnadstillstånd av länsarbetsnämnd, något som var ett samhällsekonomiskt styrmedel. Ett regelverk om byggnadslov gällde historiskt enbart städer och stadsliknande områden. 1947 ålades alla kommuner ha en byggnadsnämnd för att reglera bebyggelsen. Den gällde dock fortfarande endast tätortsbebyggelse. 1959 fick kommunerna möjlighet att reglera den tätare bebyggelsen även på landsbygden. Först 1972 inskränkes den då fria bebyggelsen på landsbygden.
Bygglov regleras idag i plan- och bygglagen (PBL). Varje kommun ska enligt denna lag ha en nämnd som hanterar frågor om bygglov. Denna nämnd kallas oftast byggnadsnämnd.
Enbart bygglov är inte tillräckligt för att bygga. Innan byggnadsarbetena sätts igång måste byggherren ha fått ett startbesked från byggnadsnämnden. Om det gäller större arbeten kallar byggnadsnämnden till tekniskt samråd för att besluta bland annat om hur kontrollen av bygget skall ordnas. Byggherren måste också ha tillgång till marken, och kan behöva tillstånd enligt annan lagstiftning, till exempel miljöbalkens regler om strandskydd eller väglagen.
Åtgärden skall påbörjas inom två år, annars gäller inte lovet längre. Bygget skall också vara färdigt senast fem år från dagen för lovbeslutet. 
Om en åtgärd inte uppfyller alla villkor för bygglov, exempelvis har stora avvikelser mot gällande detaljplan, kan ett tidsbegränsat bygglov beviljas. Förutsättningen är bland annat att verksamheten är av tillfällig art och att marken kan återställas när bygglovet upphör. Tidsbegränsat bygglov beviljas för upp till 10 år, varefter det kan förlängas med upp till 5 år varje gång. Den sammanlagda tiden för ett tillfälligt bygglov får inte överstiga 15 år. 
Allmänintresset som motiverar den kontroll som bygglovstillstånd utgör är sedan 1874 och 1931 års lagstiftning hygienens (inklusive men inte uteslutande dagvatten, kloaker, avlopp och insyn till skydd för kristliga värderingar[källa behövs]) och brandfarans fordringar (betingat på ortens nödiga brandskyddsresurser och byggnadens tekniska utförande). I 1959 års lagstiftning föreskrevs även att lov och planer även skulle höra (lyssna på) grannar och beakta reella trafikrisker. 1987 års Plan- och bygglag (ÄPBL) och 2010 års Plan- och bygglag (PBL) föreskriver inte några nya allmänintressen annat än det föreskrivs att äldre generalplaner och nya översiktsplaner ska ligga till betydande grund för domstolsväsendets uttolkning av allmänintresset för fastighetsutveckling.

### Krav för bygglov
Bygglov inom detaljplan skall uppfylla förutsättningarna i bland annat 9 kap. 30 § PBL, bland annat att åtgärden följer eventuell detaljplan. Även om åtgärden strider mot detaljplanen kan bygglov ändå ges, till exempel om det är en liten avvikelse mot detaljplanen. Utanför detaljplanerat område gäller en mer ingående prövningen enligt villkoren i 9 kap. 31 - 31 a § PBL, bland annat att markområden skall användas för det ändamål för vilka de är mest lämpade. Inom alla områden gäller generella bestämmelser om anpassning till omgivningen, estetisk utformning, risk för olyckor, kulturhistoriska hänsyn med mera. En åtgärd får inte heller medföra betydande olägenheter för omgivningen. Av ett bygglov skall det framgå om det skall finnas någon kontrollansvarig, vilket vanligen krävs, och i så fall vem.

### Bygglovshandlingar
För en enkel bygglovsansökan krävs minst följande handlingar:
- Ansökan (på en av kommunen tillhandahållen blankett eller digitalt via kommunens e-tjänster).
- Bygglovsritningar
  - Planritning, Skala 1:100 och visa funktioner, möblering och mått på de olika rummen.
  - Fasadritningar, Skala 1:100 och visa utseende från samtliga väderstreck. Färg och materialval ska framgå på byggnaden.
  - Sektionsritning, Skala 1:100 och visa rumshöjder, nockhöjd, byggnadshöjd, taklutning samt nivå för färdig grund.
  - Situationsplan, Skala 1:400 och visa placering av byggnaden på tomten, avstånd till tomtgräns samt nivå för färdig grund.
  - Markplaneringsritning, Skala 1:400 och visa utformning av tomten med slänt, stödmur, hårdgjorda ytor, parkering, infart och dagvatten hantering.
- Kontrollplan, krävs i alla bygglovsansökan eller bygganmälan.

Ritningar får upprättas av lekman men skall vara "fackmässigt" utförda. 

En uppsättning äldre bygglovsritningar från 1910 för stadsvillan Tofslärkan 11, arkitekt Erik Hahr
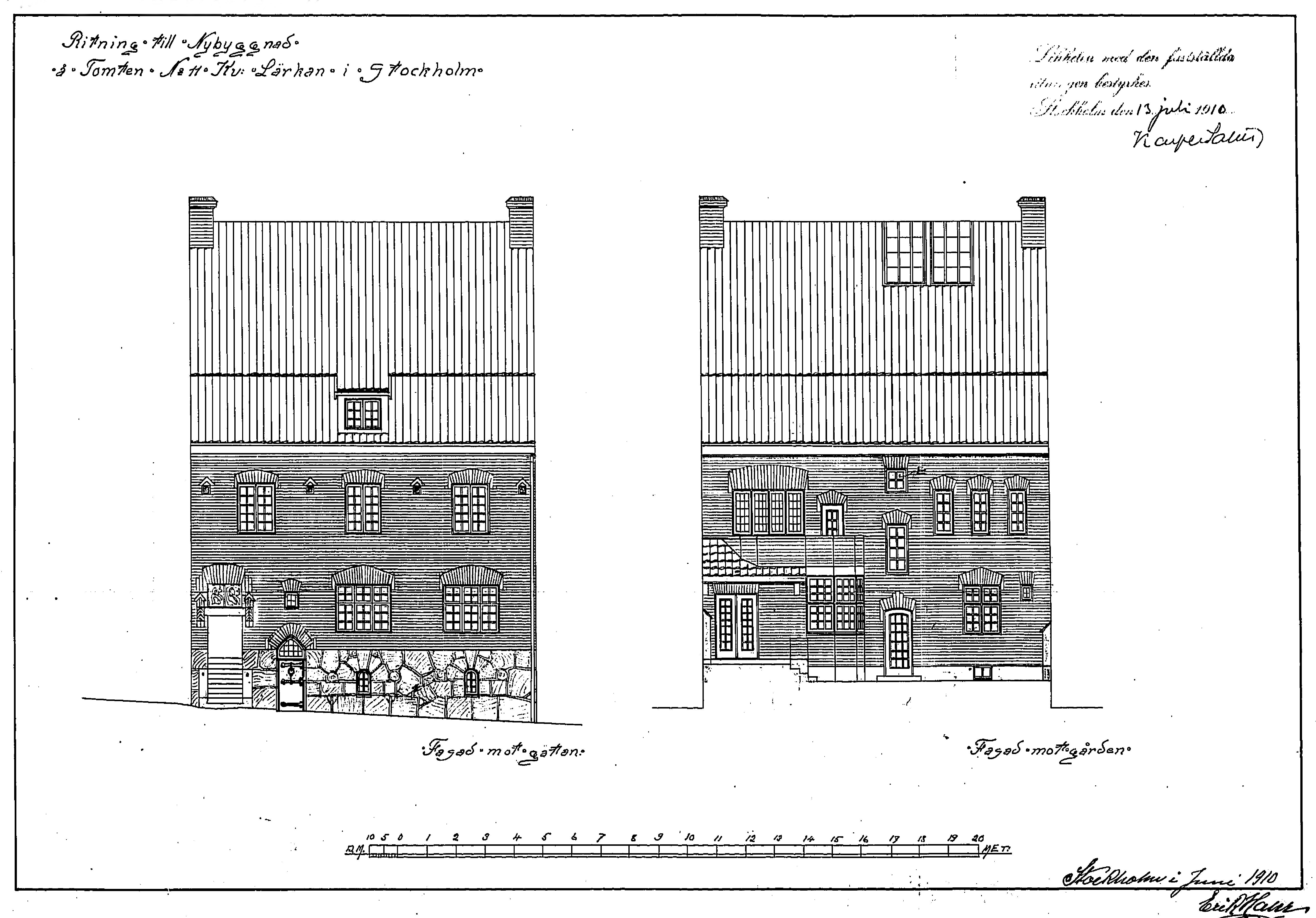
Fasader.
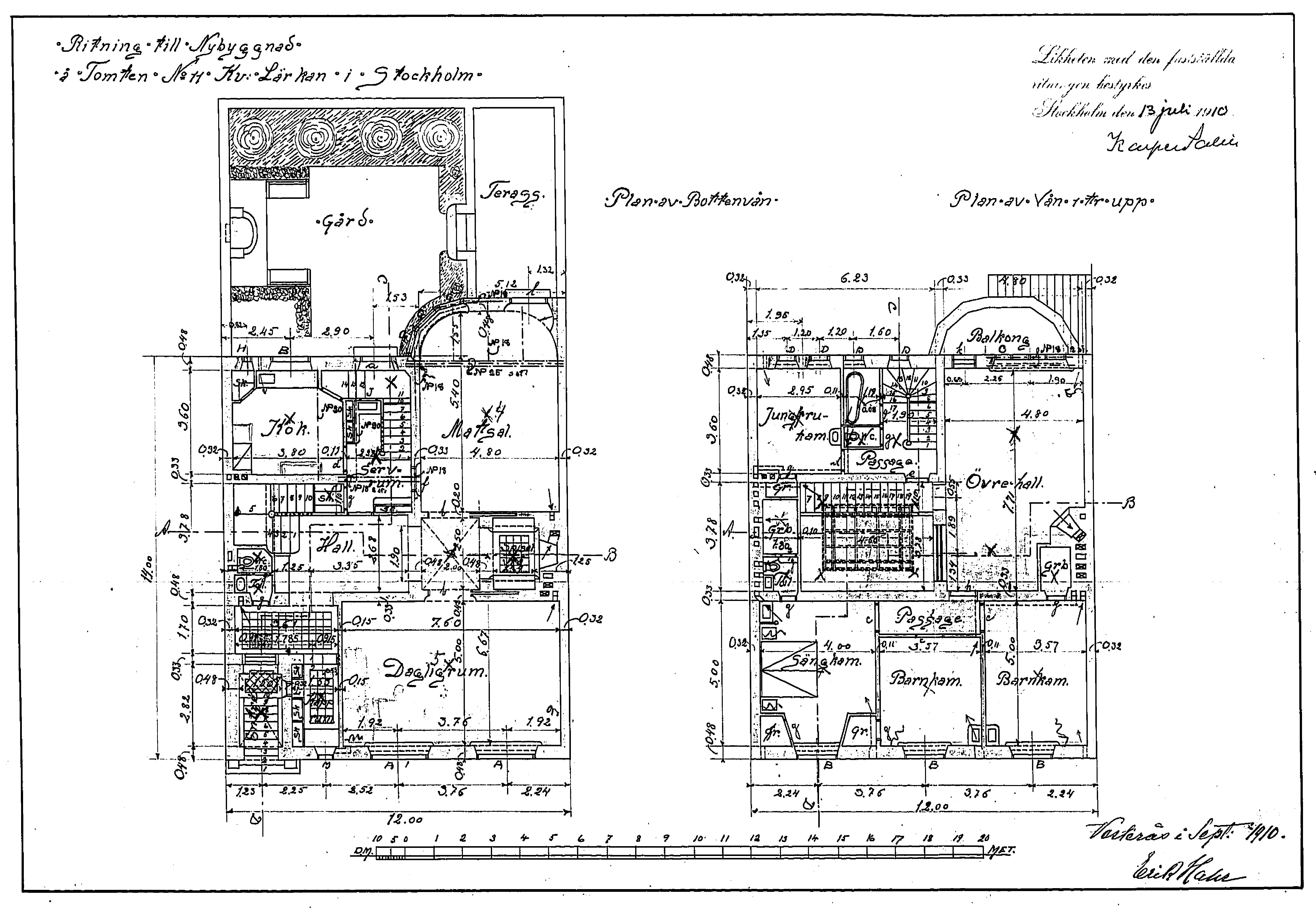
Bottenvåning och våning 1 trappa.
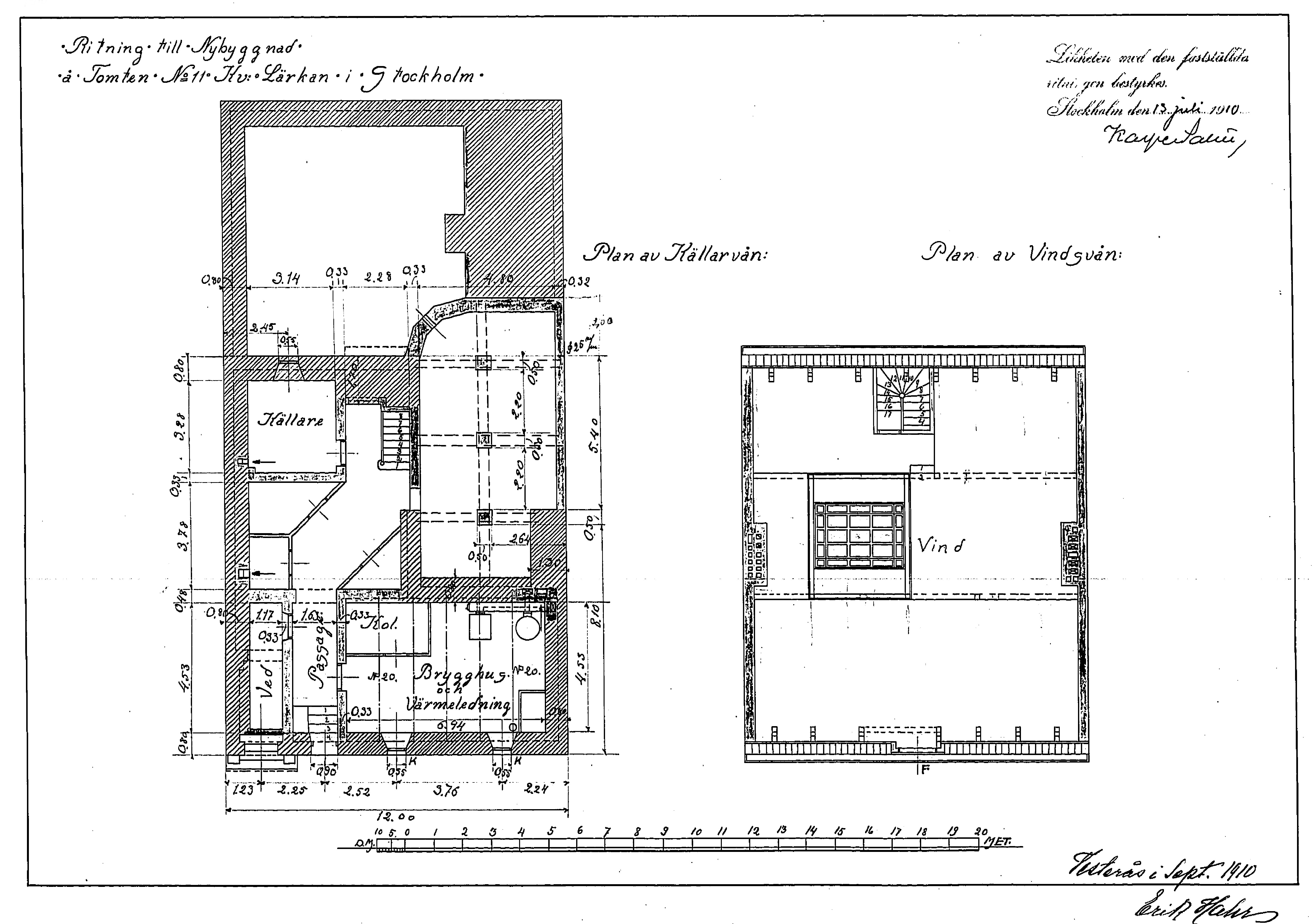
Källarvåning och vinden.
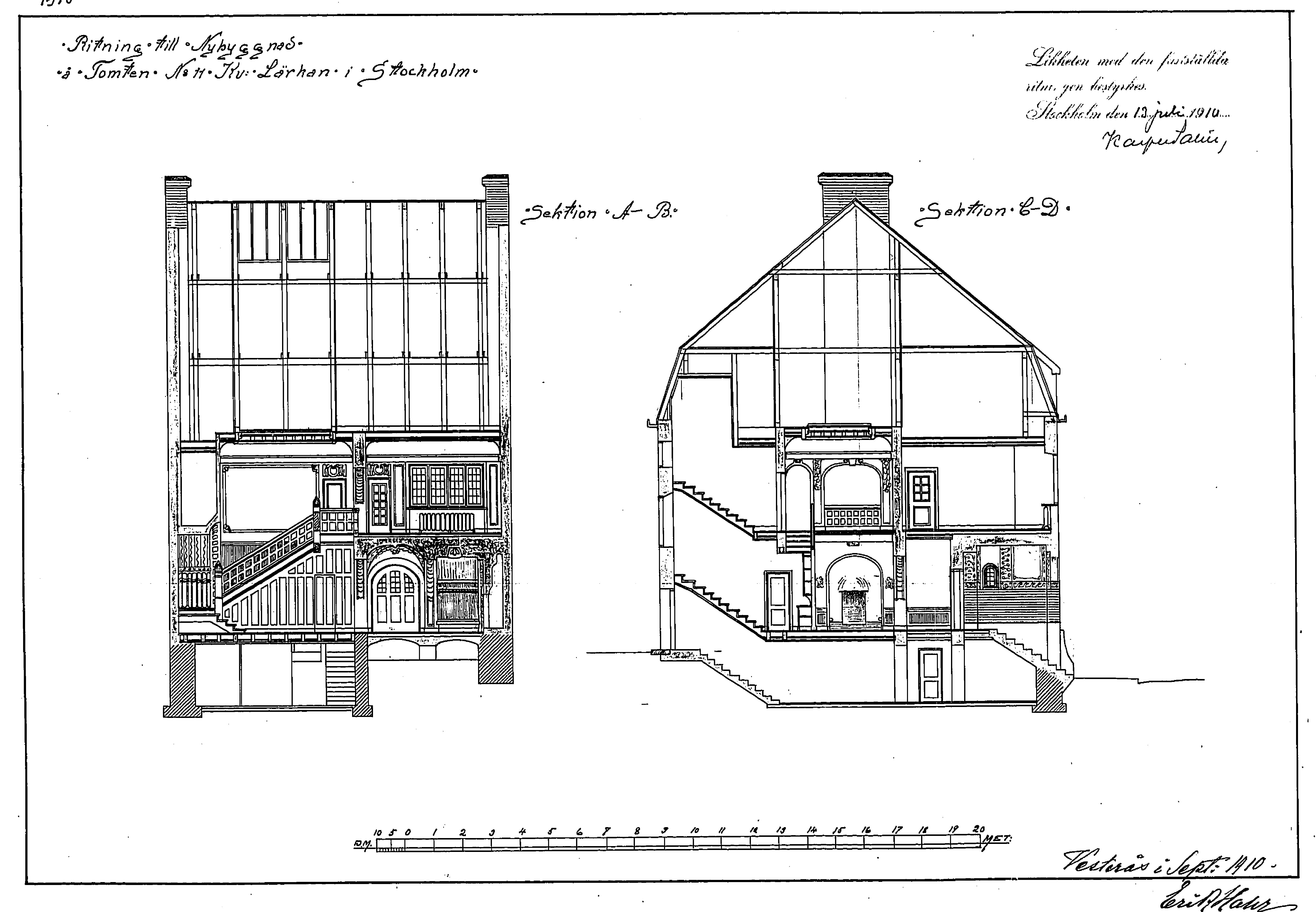
Sektioner.

### Andra lov och förhandsbesked
Marklov är ett särskilt tillstånd att schakta, gräva eller fylla upp så att höjdläget för tomter eller mark för allmän plats ändras avsevärt. Rivningslov är tillstånd att riva en byggnad helt eller delvis och krävs inom detaljplan. Även dessa lov beslutas av byggnadsnämnden. Förhandsbesked är en bindande förhandsprövning från byggnadsnämnden om bygglov kan påräknas eller inte. Vid förhandsbesked kan handlingarna vara enklare, exempelvis behövs i regel inga ritningar som visar byggnadens utseende.

### Byggnadstillstånd
Byggnadstillstånd var ett tillstånd från länsarbetsnämnden om att påbörja ett byggnadsarbete som krävs för vissa större arbeten. Regelverk om byggnadstillstånd infördes 1943 genom en tillfällig förordning och kom sedan att successivt förlängas. Byggnadstillstånd handlade då främst om att reglera tillgången på arbetskraft och byggnadsmaterial över landet. Kraven för byggnadstillstånd kom efterhand att skärpas och omfatta all byggnation som inte skedde i enskild familjs regi.

### Åtgärder som inte kräver lov
På tomter med en- och tvåbostadshus får man uppföra mur eller plank för att anordna en skyddad uteplats, upp till 1,8 m högt och 3,6 m från huset. På dessa tomter får man också ordna skärmtak på upp till sammanlagt 15 kvadratmeter och uppföra friggebodar på sammanlagt 15 kvadratmeter. För att vara lovfria får åtgärderna inte ligga närmare gränsen än 4,5 m. Med grannarnas medgivande kan de dock få ligga närmare, dock inte om de ligger nära gräns mot gatan. Grundläggande krav på estetisk utformning, trafiksäkerhet, brandskydd med mera måste uppfyllas.
I juli 2014 infördes regler om så kallade Attefallshus, en större variant av friggeboden på upp till 25 kvadratmeter. Lagändringarna gjorde det också möjligt för den som har ett en- eller tvåbostadshus att göra en tillbyggnad om 15 kvadratmeter, bygga takkupor och att inreda ytterligare en bostad i ett enbostadshus. Till skillnad från friggebodarna kräver detta bygganmälan, utom för vissa takkupor. 
Att byta färg, fasadmaterial eller takmaterial på en- eller tvåbostadshus (småhus) inom detaljplan är lovfritt om det inte ändrar byggnadens eller områdets karaktär. Utanför detaljplan och så kallad samlad bebyggelse får vissa kompletteringsåtgärder ske utan bygglov på tomter med småhus. 
Kommunen kan utöka lovplikten i en detaljplan eller i områdesbestämmelser, så att ovanstående åtgärder kräver lov. Kommunen kan på samma sätt minska lovplikten så att annars lovpliktiga åtgärder inte kräver bygglov.
Det krävs inte bygglov för en liten tillbyggnad i form av balkong, burspråk eller uppstickande byggnadsdel (t.ex. en skorsten) vid en- och tvåbostadshus om den inte placeras närmre tomtgränsen än 4,5 meter). Lagändringen trädde i kraft den 1 juli 2017. Flera andra lagändringar med bygglovslättnader trädde ikraft samma datum.

### Demokratiska rättigheter
Om ett bygglov inte följer gällande detaljplan eller ligger utanför detaljplanelagt område ska sakägare i de flesta fall höras innan lov kan ges. De som är sakägare är exempelvis grannar, ägare till grannfastigheten med flera. Det är också sakägarna som har rätt att i efterhand överklaga ett beslut om bygglov. Detta överklagas via förvaltningsbesvär. Vid överklagande av bygglov eller förhandsbesked tillämpas en instansordning där beslut av byggnadsnämnden behandlas av länsstyrelsen, mark- och miljödomstolen, mark- och miljööverdomstolen ifall prövningstillstånd ges och högsta domstolen, ifall mark- och miljööverdomstolen ger sitt tillstånd. Samtliga instanser i hierarkin kan helt eller delvis upphäva beslut eller sätta annat beslut istället för den lägre instansens beslut.
Europakonventionen ger personer rätt till domstolsprövning av myndighetsbeslut som angår personens civila rättigheter. Detta har i några fall betytt att sakägare fått överklaga beslut som enligt plan- och bygglagen inte får överklagas.  